# Пафос (район)
Пафос (грец. Επαρχία Πάφου) — один з шести районів Кіпру.
Адміністративний центр — місто Пафос.
Кадастрова площа — 1389,8 км².
Межує з районами Лімасол і Нікосія.